# Tetramorf
Un tetramorf (del grec τετρα, tetra, ‘quatre’, i μορφη, morfe, ‘forma’) és una representació iconogràfica composta per quatre elements.
La més estesa d'aquestes representacions és la cristiana, que identifica els quatre elements amb els Quatre Evangelistes: Mateu, Marc, Lluc i Joan.
Les fonts d'aquesta iconografia cristiana es remunten a l'Antic Testament, al llibre del profeta Ezequiel el qual descriu en una de les seves visions quatre criatures alades d'aparença humana, una amb la cara d'home, l'altra amb la cara semblant a un lleó, la següent amb aspecte de toro i l'última amb aspecte d'àguila (Ez 1:5-14).
Al Nou Testament un passatge del llibre de l'Apocalipsi (Ap 4:6-9) i al Vell Testament un del Llibre d'Ezequiel (Ez 1:4-12) descriuen quatre éssers que envolten el tron del Pantocràtor: «Als quatre costats del tron hi havia quatre vivents plens d'ulls, que miraven endavant i endarrere. 7 El primer vivent era semblant a un lleó; el segon, a un toro; el tercer tenia aspecte d'home, i el quart era semblant a una àguila en ple vol. 8 Cada un dels quatre vivents tenia sis ales, i estaven plens d'ulls que miraven tot al voltant i cap al tron.»［Ap 1:6-8］
A partir de les interpretacions de Sant Ireneu (segle ii) i de Sant Jeroni (segles IV-V) en el seu comentari al llibre d'Ezequiel, aquests quatre éssers vivents han estat identificats amb els autors dels quatre evangelis canònics:
- L'àngel, o l'home alat s'associa a Mateu, ja que el seu Evangeli comença fent un repàs a la genealogia de Crist, el Fill de l'Home. Representa també l'amor diví, enviat als humans amb els seus àngels (missatgers)
- El lleó s'identifica amb Marc (evangelista), perquè el seu Evangeli comença parlant de Joan Baptista, Veu que clama al desert, l'esmentada veu seria com la del lleó, un animal que s'associa també la força i la noblesa, atributs de Jesús
- El bou seria Lluc, ja que el seu Evangeli comença parlant del sacrifici que va fer Zacaries a Déu i, en el bestiari popular, el bou és el signe del sacrifici.
- L'àliga ha estat associada a la figura de Joan, ja que el seu Evangeli és el més abstracte i teològic dels quatre i, per tant, el que s'eleva sobre els altres en saviesa.

El tetramorf és un tema molt habitual en l'art cristià, especialment en el d'època medieval, romànic i gòtic. Rarament es representa de forma autònoma, sinó que habitualment es troba envoltant la representació de la Maiestas Domini en llocs preeminents de les portades de les esglésies, absis, cúpules, altars, llibres manuscrits, etc. També és habitual trobar-lo als quatre extrems dels braços de les creus monumentals o d'argenteria, complementant simbòlicament la representació de Crist crucificat.

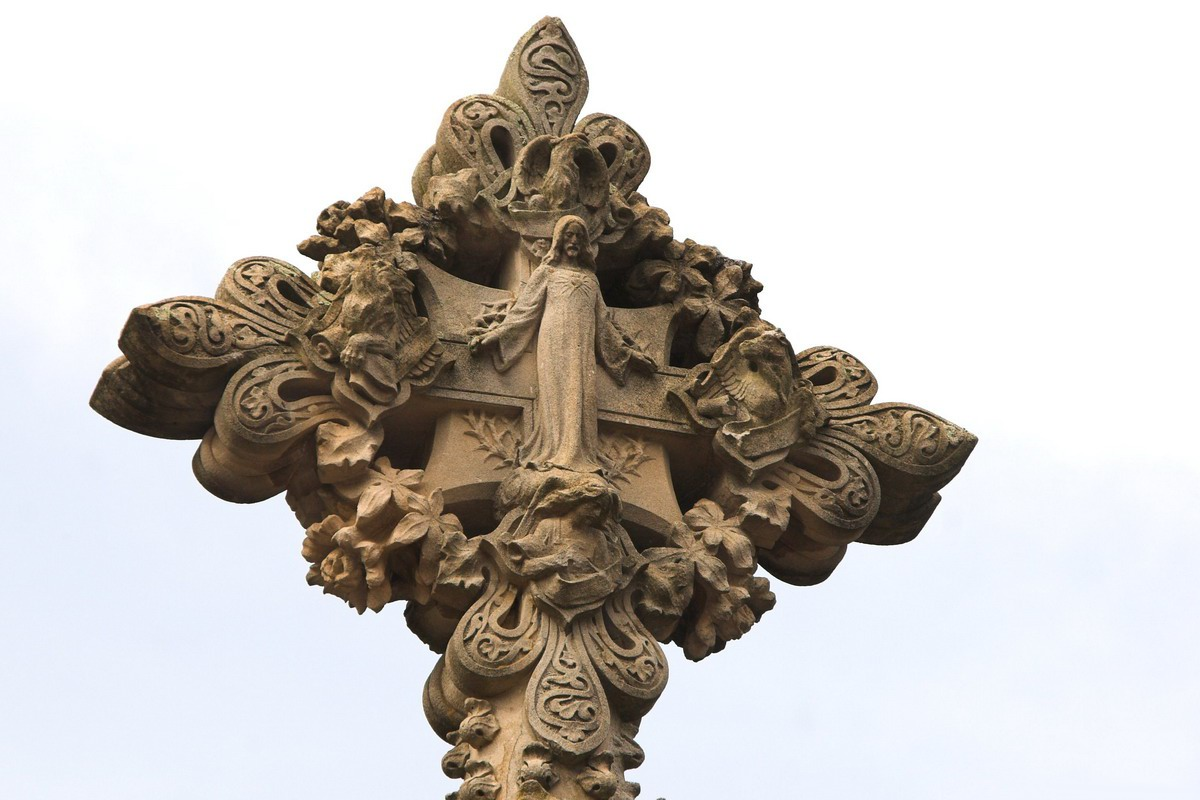
Tetramorf de la creu de terme de Sant Pere del Bosc, obra de Puig i Cadafalch, 1889.

El Tetramorf en el Llibre de Durrow (Trinity College)
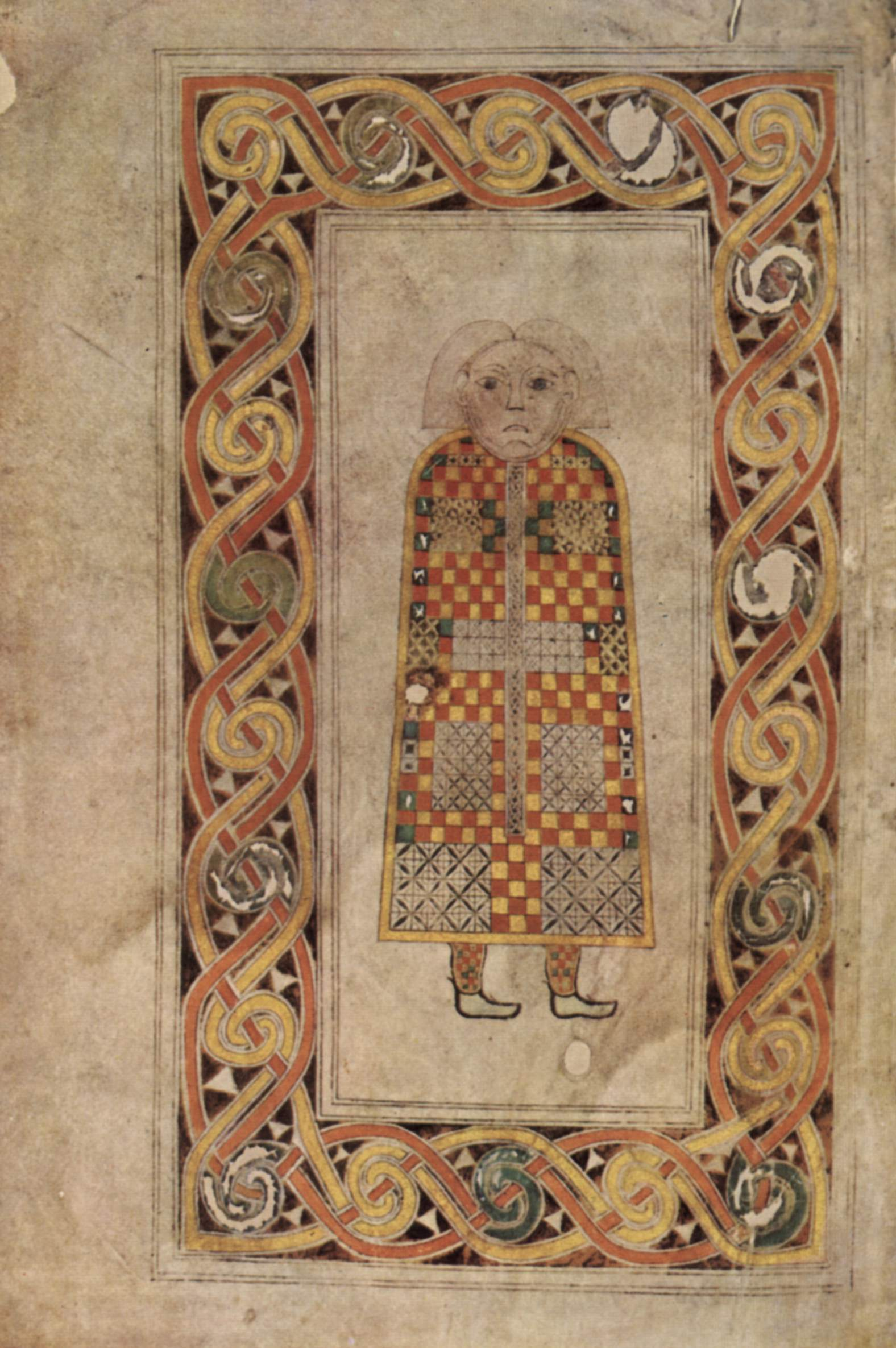
L'Home, símbol de Sant Mateu
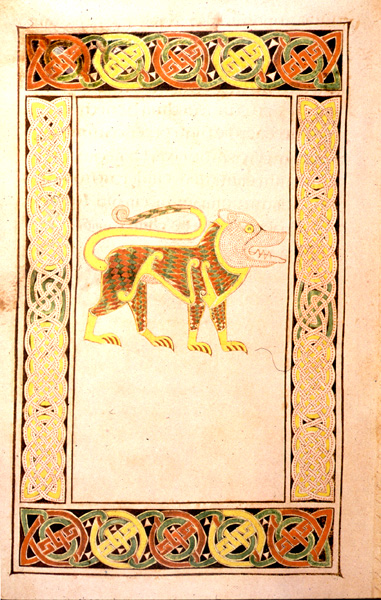
El Lleó, símbol de Sant Marc
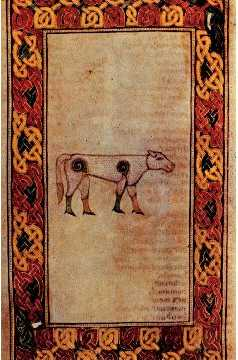
El Toro, símbol de Sant Lluc
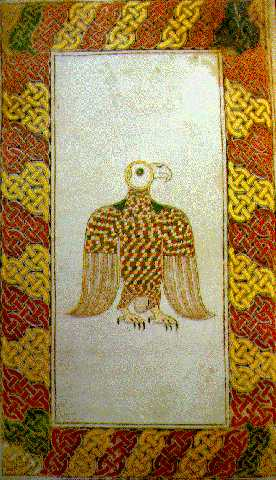
L'Àliga de Sant Joan

## Els quatre éssers en la visió d'Ezequiel
La visió del profeta Ezequiel recull i reorganitza l'imaginari simbòlic mesopotàmic i semític. En la seva visió la volta celeste en el pol de la qual hi ha el tron de Déu, descansa sobre les quatre constel·lacions de la banda zodiacal: el brau, el lleó, l'home i l'àguila. El profeta relata com estant a la riba del riu Kebar contemplant el cel, aquest se li obrí i va tenir visions divines. Entre aquestes visions hi ha la de quatre éssers d'aparença humana però amb quatre ales i quatre cares cadascú, cada una d'elles mirant cap a un dels quatre punts cardinals. Cadascun d'ells tenia una cara d'home, una de lleó, una de brau i una d'àliga. Cada ésser es mou cap a les quatre direccions i té una roda als seus peus. El seu cos, espatlla, mans, ales, així com les rodes, estan plenes d'ulls. L'esquema quaternari d'aquesta visió busca englobar la totalitat del cosmos.
Les profecies d'Ezequiel s'han datat entre el 592 i el 571 aC a Babilònia on els jueus havien estat deportats. El profeta insisteix en el destí comú del poble jueu estigui on estigui, la unitat entre els deportats i els qui han restat a Jerusalem. Per això presenta un Déu que no està vinculat al, destruït, temple de Jerusalem sinó que acompanyava el seu poble allà on anés. Les rodes i les ales podrien significar aquest desplaçament, ja que la universalitat de la presència divina, la seva omnipresència, no era encara un concepte consolidat entre hebreus exiliats.

## Els quatre emblemes que agrupaven les tribus d'Israel
El mateix esquema simbòlic és present en altres elements com la disposició del campament dels hebreus en l'Èxode des d'Egipte. Els jueus acampen entorn de la tenda de l'encontre, que els serveix de temple, i ho fan en quatre campaments, en cadascun dels quals hi ha tres de les dotze tribus. Se sap pel targum del Pseudo-Jonatan que les tribus s'agrupaven de tres en tres sota un emblema i que aquests emblemes coincideixen amb els del tretramorfos:
- El lleó per les tribus d'Issacar, Zabuló i Judà
- L'home per a les tribus de Rubèn, Simeó i Gad
- El brau per a les tribus d'Efraí, Manasés i Benjamí
- L'àguila per a les tribus de Dan, Aser i Neftalí

A més la tradició jueva fa correspondre aquests sers a les quatre consonants del nom de Déu YHVH on Y correspon a l'home, H al lleó, la V al brau i la segona H a l'àliga.

## Els quatreviventsen l'apocalipsi de Joan
Ja en la tradició cristiana, en el llibre de l'Apocalipsi, Joan, autoanomenat profeta, té una visió amb algunes similituds amb la d'Ezequiel. Se li obre una porta al cel on veu un tron i "el qui seu al tron" com una llum maragda; envolten aquest tron central vint-i-quatre ancians asseguts també en trons. I al voltant del tron principal hi ha quatre vivents amb sis ales cadascun i plens d'ulls que miren endavant i endarrere:
- El primer vivent sembla un lleó
- El segon vivent sembla un brau
- El tercer vivent té aspecte d'home
- El quart vivent sembla una àguila en ple vol

En la visió de Joan els quatre vivents repeteixen constantment Sant, sant, sant és el Senyor, Déu de l'univers.
L'Apocalipsi de Joan, atribuït tradicionalment a Joan, apòstol i evangelista, fill de Zebedeu i germà de Jaume; és un llibre escrit al segle i d.C per les comunitats cristianes de l'Àsia menor. Els estudiosos han distingit entre dos i cinc autors, amb un darrer autor que hauria deixat la versió que apareix al Nou testament. Els autors no serien els mateixos de l'Evangeli segons Joan però procedirien de les mateixes comunitats.

## Identificació dels vivents amb els evangelistes per Ireneu
Interpretant la visió de Joan, Ireneu, que va viure al segle ii, identifica els quatre vivents amb els quatre querubins portadors de quatre figures (lleó, brau, àguila, home). I alhora emparenta aquests amb els quatre evangelistes. La interpretació d'Irineu es consolidarà en la tradició posterior formant el tretramorfos que identifica cada evangelista amb una de les figures:
- L'àguila atribuïda a Joan
- El brau atribuït a Lluc
- El lleó atribuït a Marc
- L'àngel-home atribuït a Mateu

Irineu no considerava admissible que hi hagués més de quatre evangelis ni tampoc menys i ho argumentava dient que el món té també quatre regions, quatre vents i quatre punts cardinals.

## Iconografia del Tetramorf

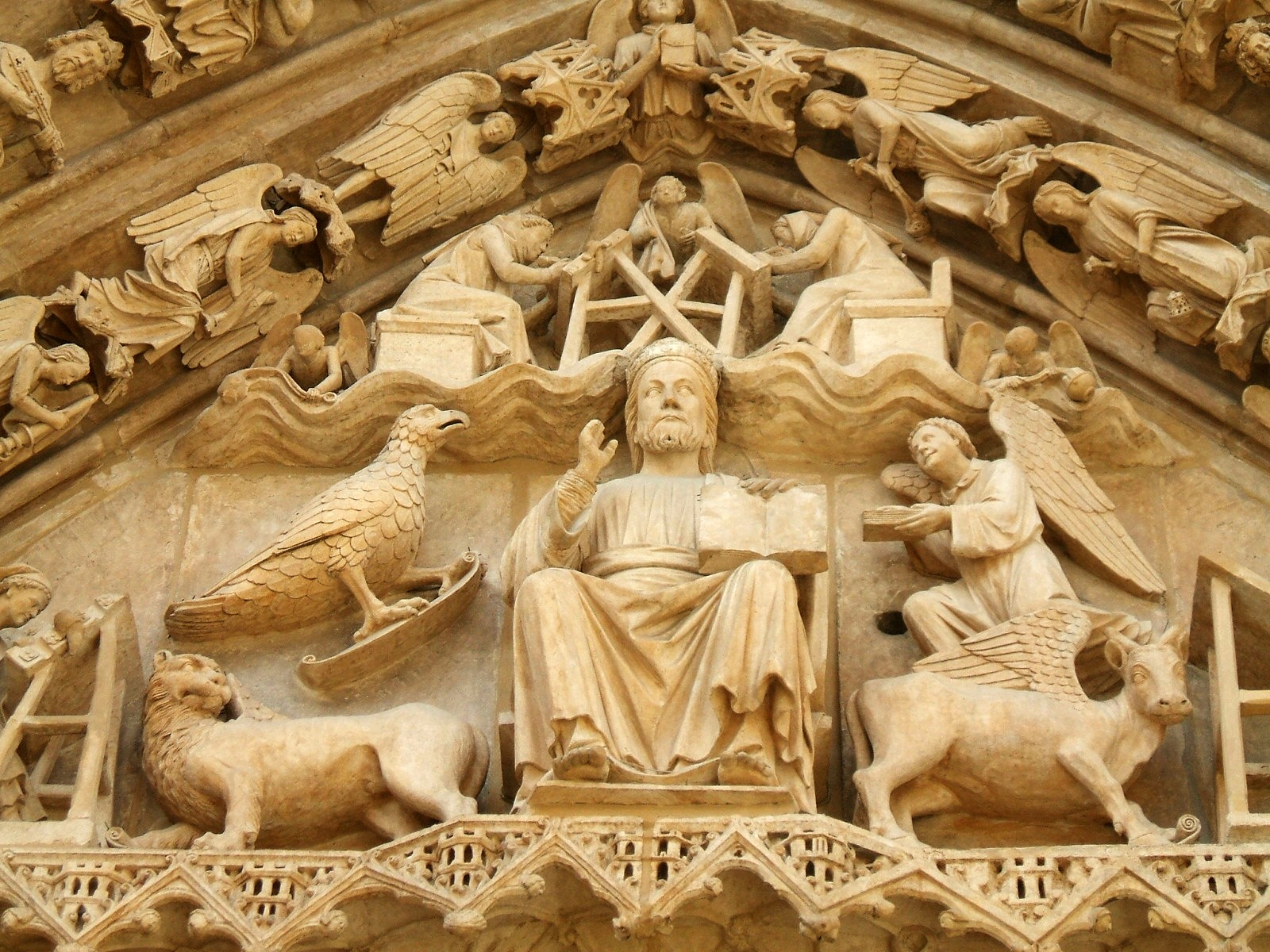
Timpà de la porta del Sarmental de la catedral de Burgos amb la representació del Tetramorf

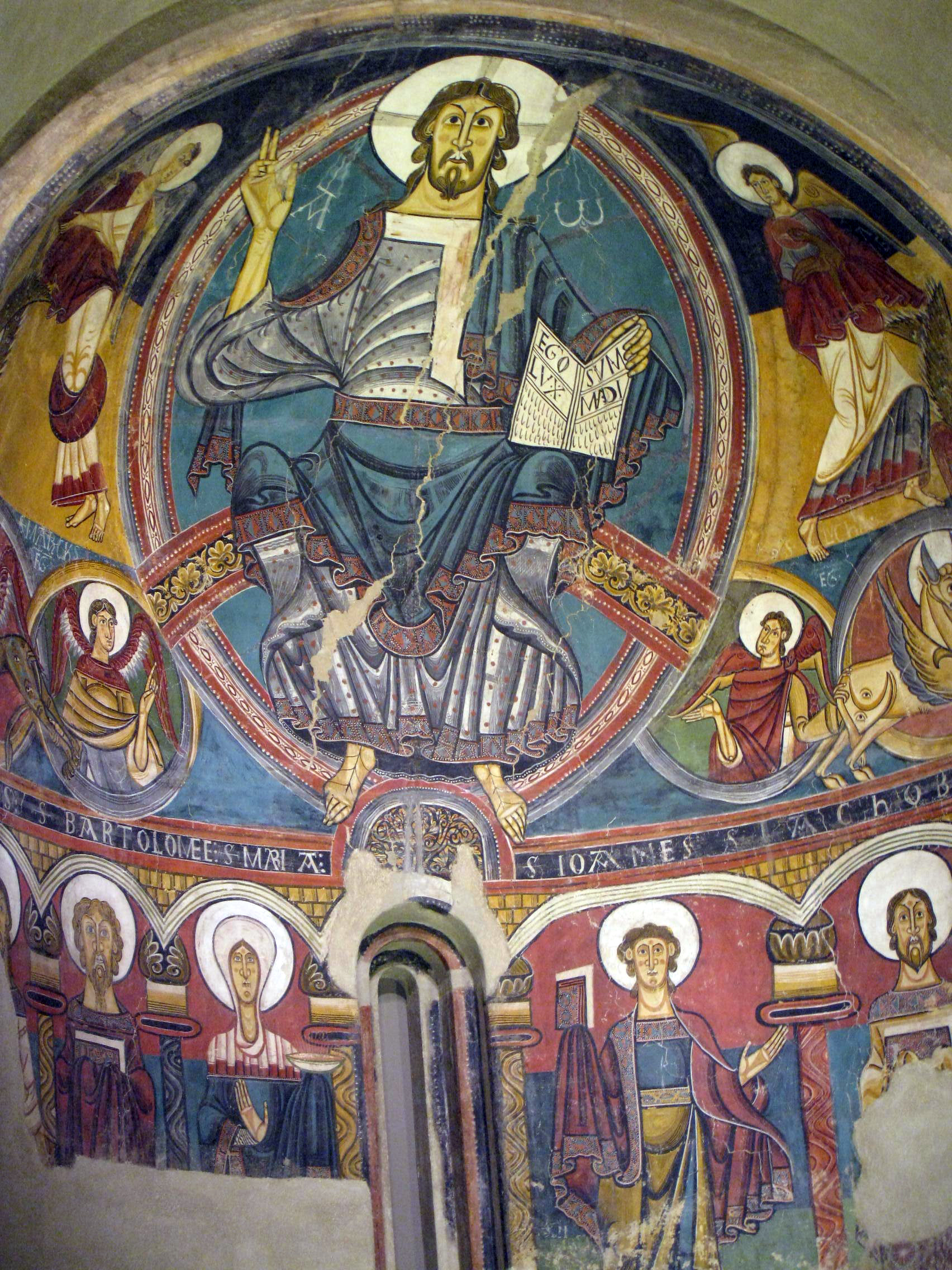
El tetramorf a l'absis de Sant Climent de Taüll (MNAC)

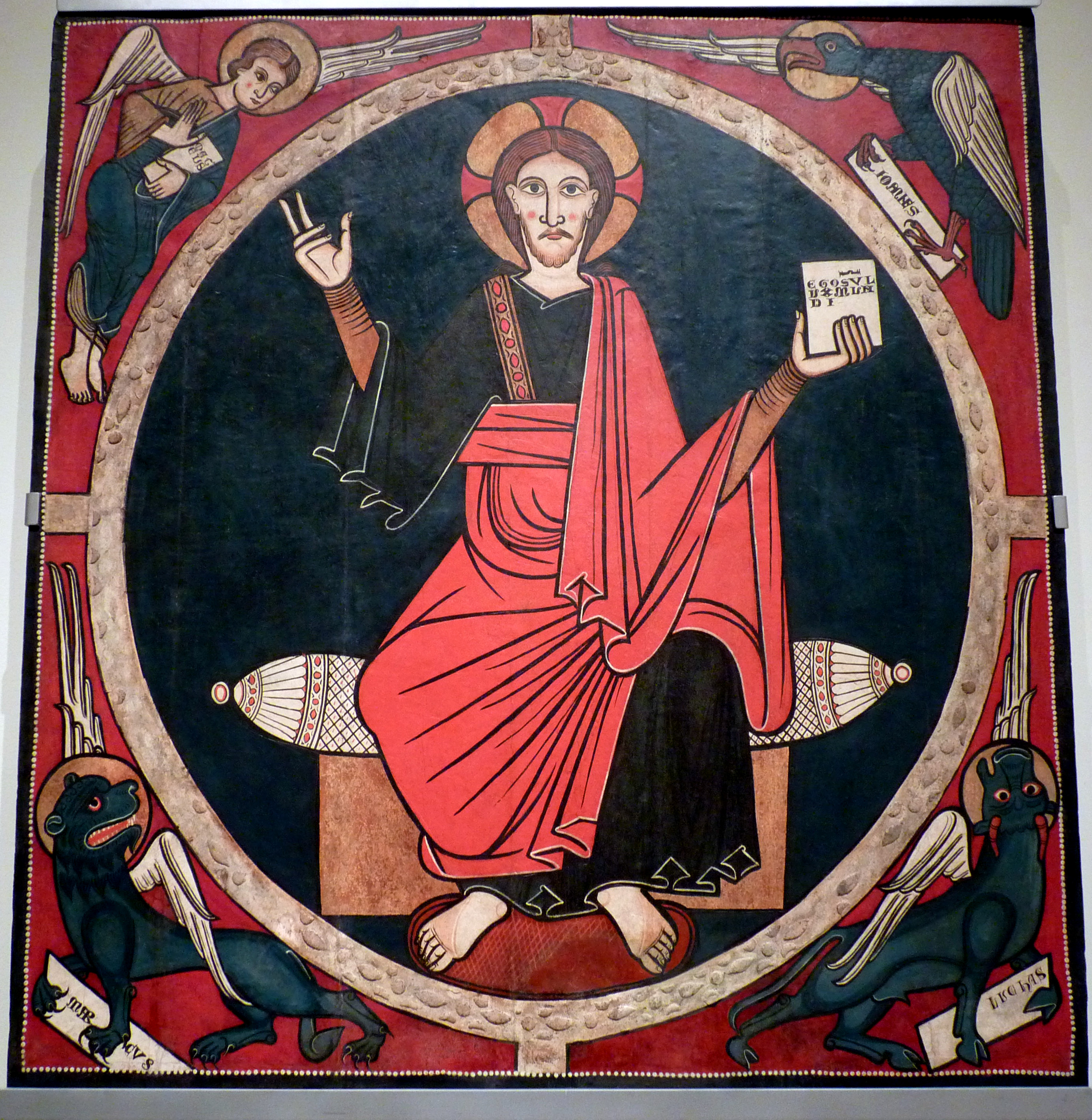
El Tetramorf al Baldaquí de Tost (MNAC)

Als mosaics de l'absis de la Basílica de Santa Prudenciana de Roma, de la fi del segle iv, és on es troba una de les més antigues representacions del Tetramort, complementant la representació del Crist en majestat. També es troba a les cobertes d'un evangeliari datat el 420 dC on es veuen els quatre vivents dins d'uns medallons. Tractant-se d'un evangeliari, la identificació amb els quatre evangelistes és ben evident. Aquesta identificació es reforçarà en representacions posteriors on, en alguns casos, els vivents adquiriran l'aspecte d'éssers compostos, mig persona mig animal, sovint portant un llibre. Aquesta és la línia iconogràfica que ja és present al sacramentari de Gellone del segle viii i que es repetirà en les il·lustracions dels manuscrits irlandesos com ara el Llibre de Durrow o el Llibre de Kells.
En altres casos els vivents es representen com a personatges que acompanyen la figura de l'evangelista, sense fusionar-se amb ella. D'aquesta manera es troba representat a les pintures murals de l'Absis central de Sant Climent de Taüll o al timpà de la Porta del Sarmental de la Catedral de Burgos com també la gran majoria de les representacions dels evangelistes en l'art del Renaixement i el Barroc.
Una altra variant iconogràfica del tetramorf és la que mostra els vivents al voltant de Déu juntament amb els àngels serafins o querubins.
En l'art monumental, el tetramorf ja apareix en mosaics dels segles IV-V com el ja esmentat de la Basílica de Santa Prudenciana o els del Mausoleu de Gal·la Placídia a Ravenna i l'absis de l'església d'Hosios David a Tessalònica. Tanmateix, durant el període preromànic predominen les representacions en llibres manuscrits, com els ja esmentats Llibre de Durrow i Llibre de Kells o la majoria de Beatus com ara el Beatus de Girona (975) o el Beatus de la Seu d'Urgell (final del segle X).
Amb l'art romànic la iconografia del tetramorf adquireix una extraordinària expansió, acompanyant la representació de la Maiestas Domini. És present en portades monumentals d'esglésies com l'Abadia de Sant Pere de Moissac, el Pòrtic de la Glòria de la Catedral de Santiago de Compostel·la, la portada de l'Església de Sant Tròfim a Arle o el Portal reial de la Catedral de Chartres. A Catalunya es troba, per exemple, al Pòrtic de Santa Maria de Ripoll a la tribuna de Santa Maria de Serrabona o a la porta del claustre de la Catedral de Tarragona.
En l'ambit de la pintura mural romànica es troba gairebé a la majoria de conjunts pictòrics coneguts podent-se esmentar, per exemple, els de Sant'Angelo in Formis, a Itàlia, el panteó reial de Sant Isidor de Lleó o l'abis de Sant Miquel d'Engolasters, a Andorra. A Catalunya destaquen les pintures murals de l'Absis central de Sant Climent de Taüll (MNAC) i les de Santa Maria de Mur (Museu de Boston), entre moltes altres.
Els frontals d'altar i la pintura romànica catalana sobre taula també aporten aporten nombroses representacions del tetramorf podent-se esmentar, entre molts altres el Frontal d'altar de Baltarga, el frontal d'Esquius o el Baldaquí de Tost (MNAC)
Les arts plàstiques del gòtic desenvolupen una representació més humanitzada dels Quatre Evangelistes que va superant la representació simbòlica del tetramorf, tot i que aquesta segueix trobant-se en l'àmbit de la il·lustració del llibre (miniatura), en la tapisseria (Apocalipsi d'Angers) o en les creus monumentals i d'argenteria, a les terminacions dels seus braços. Tanmateix, la pèrdua de protagonisme de la Maiestas Domini en la iconografia del gòtic comporta, en paral·lel, la pèrdua de protagonisme del tetramorf, que sempre se li havia associat. Fins i tot, a la monumental representació del Judici Final de la Capella dels Scrovegni de Pàdua, presidida pel Crist entronitzat, Giotto hi obvia el tetramorf.
En l'art del Renaixement i el barroc ja predomina totalment la representació figurada i individualitzada dels evangelistes. Aleshores, els símbols del tetramorf poden aparèixer acompanyant cada una de les figures com un complement iconogràfic que en facilita la identificació.